# Trono de Ferro
O Trono de Ferro é uma metonímia para a monarquia fictícia de Westeros e, também, para o trono físico de seu monarca na série de romances de fantasia As Crônicas de Gelo e Fogo, de George R. R. Martin. O sucesso da adaptação televisiva da HBO, Game of Thrones, fez da versão do Trono da série um ícone de toda a franquia da saga.

## As Crônicas de Gelo e Fogo
Na saga, o Trono de Ferro é tanto uma sede física do cargo de monarca quanto uma metonímia para a monarquia de Westeros. Martin estabelece em A Game of Thrones (1996) que depois de tomar o controle de seis dos Sete Reinos, o governador Aegon Targaryen, o Conquistador, havia feito um trono para si das espadas de seus inimigos derrotados, fundido pelo fogo de seu dragão, Balerion. Aegon havia estabelecido Porto Real como a capital real, e o próprio Trono de Ferro fica na Fortaleza Vermelha. Martin escreveu que, de acordo com a lenda, Aegon manteve as lâminas afiadas para que nenhum governante jamais se sentasse confortavelmente. Séculos depois, os reis ainda se cortam no trono; é uma crença comum que tais governantes são, portanto, incapazes de governar.

### Descrição
Supostamente feito de mil espadas e facas, o Trono de Ferro é um emaranhado maciço e assimétrico de lâminas de espadas irregulares e tortas, nas quais reclinar é impossível. O trono é desconfortável e o encosto é de aço com pontas afiadas, tornando impossível não se cortar ao sentar nele. Sobre o Trono de Ferro, Martin comentou em 2014:
Eu disse repetidamente que o Trono de Ferro é enorme. Ele se ergue sobre a sala como uma grande fera. E é feio. É assimétrico. É montado por ferreiros, não por artesãos e especialistas em fabricação de móveis. Você tem que andar os degraus de ferro, e quando um rei senta nele, ele está a 10 pés acima de todo mundo... Ele está nessa posição elevada olhando para baixo, para todos.

### Representações
O Trono de Ferro foi retratado em histórias em quadrinhos, em jogos e em capas de livros, mas Martin observou que nenhuma dessas representações coincidiu com o que ele imaginou. Para Martin, a tentativa mais próxima de sua visão foi do artista francês Marc Simonetti, para uma edição mexicana de A Game of Thrones. Posteriormente, o autor trabalhou com Simonetti para obter uma imagem que o autor chama de "absolutamente certo". Esta descrição aparece no livro de 2014 de Martin, The World of Ice & Fire. Ele observou: "A partir de agora, esta será a referência que dou a todos os outros artistas que lidam com uma cena da sala do trono." Martin disse da imagem:

Este Trono de Ferro é enorme. Feio. Assimétrico. É um trono feito por ferreiros martelando juntos espadas semi-derretidas, quebradas, torcidas, arrancadas das mãos de homens mortos ou cedidas por inimigos derrotados... um símbolo de conquista... tem os passos que eu descrevo, e a altura. Do topo, o rei domina a sala do trono. E existem milhares de espadas, não apenas algumas. Este Trono de Ferro é assustador. E não em todos um assento confortável, assim como Aegon, o Conquistador pretendia.

### Listas de Reis no Trono de Ferro
Durante quase 300 anos após a Guerra da Conquista (conflitos que resultou na unificação dos Sete Reinos por Aegon I), o Trono de Ferro foi o assento real dos reis Targaryen até que Lorde Robert, da Casa Baratheon das Terras da Tempestade, ascendeu ao Trono de Ferro no ano 283 depois da Conquista (d.C.), após liderar com sucesso uma rebelião contra os Targaryen, desencadeada por assassinatos injustos cometidos por Aerys II contra Lordes importantes, e outras atrocidades. 

#### Dinastia Targaryen
| Período             | Monarca                           | Brasão de armas |
| ------------------- | --------------------------------- | --------------- |
| 1 d.C. a 37 d.C.    | Aegon I, o Conquistador           |                 |
| 37 d.C. a 42 d.C.   | Aenys I                           |                 |
| 42 d.C. a 48 d.C.   | Maegor I, o Cruel                 |                 |
| 48 d.C. a 103 d.C.  | Jaehaerys I, o Conciliador        |                 |
| 103 d.C. a 129 d.C. | Viserys I                         |                 |
| 129 d.C. a 131 d.C. | Aegon II                          |                 |
| 131 d.C. a 157 d.C. | Aegon III, o Desgraça dos Dragões |                 |
| 157 d.C. a 161 d.C. | Daeron I , o Jovem Dragão         |                 |
| 161 d.C. a 171 d.C. | Baelor I, o Abençoado             |                 |
| 171 d.C. a 172 d.C. | Viserys II                        |                 |
| 172 d.C. a 184 d.C. | Aegon IV, o Indigno               |                 |
| 184 d.C. a 209 d.C. | Daeron II                         |                 |
| 209 d.C. a 221 d.C. | Aerys I                           |                 |
| 221 d.C. a 233 d.C. | Maekar I                          |                 |
| 233 d.C. a 259 d.C. | Aegon V, o Improvável             |                 |
| 259 d.C. a 262 d.C. | Jaehaerys II                      |                 |
| 262 d.C. a 283 d.C. | Aerys II, o Rei Louco             |                 |

#### Dinastia Baratheon
| Período              | Monarca                         | Brasão de armas |
| -------------------- | ------------------------------- | --------------- |
| 283 d.C. a 298 d.C.  | Robert I, o Demônio do Tridente |                 |
| 298 d.C. a 300 d.C.  | Joffrey I, o Mal Nascido        |                 |
| 300 d.C. - presente: | Tommen I                        |                 |

1. ↑  Na realidade, Joffrey Waters (bastardo, ilegítimo)
2. ↑  Na realidade, Tommen Waters (bastardo, ilegítimo)

#### Reivindicadores ao Trono de Ferro
- 42 d.C a 43 d.C.: Aegon, o Sem Coroa, filho legítimo de Aenys I, reivindicou o trono após ser usurpado por seu tio Maegor I.
- 129 d.C. a 131 d.C.: Rhaenyra Targaryen, legítima herdeira de Viserys I Targaryen, usurpada por seu meio-irmão Aegon II Targaryen. O conflito entre Rhaenyra e Aegon causou a guerra civil conhecida como Dança dos Dragões.
- 195 d.C. a 196 d.C.: Daemon I Blackfyre, O Dragão Negro, o herdeiro de Aegon IV Targaryen, reinvidicou o Trono de Ferro em razão da alegada ilegitimidade de seu meio-irmão Daeron Targaryen. Esse conflitou causou a segunda guerra civil de Westeros, a Primeira Rebelião Blackfyre.
- 212 d.C. : Daemon II Blackfyre, filho do Rei Daemon I, durante a Segunda Rebelião Blackfyre.
- 219 d.C. :  Haegon I Blackfyre, filho do Rei Daemon I, durante a Terceira Rebelião Blackfyre.
- 233 d.C. : Príncipe Aenys Blackfyre, filho do Rei Daemon I, em Porto Real, reinvidicou o Trono durante o Grande Conselho de 233.￼
- 236 d.C. : Daemon III Blackfyre, filho do Rei Haegon I, durante a Quarta Rebelião Blackfyre.
- Aprox. 260 d.C.: Maelys I Blackfyre, O Monstruoso, descendente do Rei Daemon I Blackfyre, durante a Guerra dos Reis de Nove Moedas, ou Quinta Rebelião Blackfyre. O último Blackfyre conhecido a reivindicar o Trono.
- 283 d.C. a 298 d.C.: Viserys Targaryen, o Rei Pedinte, auto-denominado Viserys III Targaryen; morto por um Khal dos Dothraki por violar as leis de Vaes Dothrak.
- 298 d.C. - presente: Daenerys Targaryen, auto-denonimada Nascida na Tormenta.
- 298 d.C. a 299 d.C.: Renly Baratheon, irmão mais novo do Rei Robert I.
- 298 d.C. - presente: Stannis I Baratheon, filho do meio dos Baratheon e legítimo herdeiro do Rei Robert I.
- 300 d.C. - presente: Aegon VI Targaryen, o Jovem Griff, possível filho de Rhaegar Targaryen e Elia Martell, que sobreviveu a Rebelião de Robert graças a Varys que o trocou por um bebê plebeu para ser morto em seu lugar.

## Adaptação para televisão

Versão do Trono de Ferro da série da HBO, Game of Thrones

A adaptação televisiva da série, Game of Thrones, estreou em 2011. O design do Trono de Ferro para a série foi concebido por sua designer de produção Gemma Jackson, e o fabricante de propulsores Gavin Jones. A popularidade da série fez de sua versão do trono um ícone de toda a franquia da saga. Foi parodiado em revistas e usado em merchandising. Vários "tronos promocionais" viajam pelo mundo com exposições patrocinadas por shows e por eventos de fãs. Em junho de 2014, a Rainha Elizabeth II visitou o conjunto de Game of Thrones em Belfast e foi fotografada examinando o Trono de Ferro da série, embora ela tenha se recusado a participar.
Embora Martin tenha afirmado anteriormente que a versão da HBO do Trono de Ferro não combinava com sua ideia de como deveria aparecer idealmente, em 2013 ele chamou seu design de "fantástico" e afirmou possuir todas as réplicas comercializadas. Ele adicionou:

Sou realista sobre essas coisas e sei perfeitamente que, para milhões de telespectadores em todo o mundo, o Trono de Ferro da HBO é O Trono de Ferro, e sempre será. Está em todos os lugares, em capas de livros, em revistas, em lugares que não têm conexão com o show. Diga "GAME OF THRONES" e as pessoas pensam no Trono de Ferro da HBO.
Da viabilidade de recriar o trono como descrito em The World of Ice & Fire, Martin disse em outubro de 2014:

Agora você não pode fazer isso no programa de TV. Não é algo que eu critico a HBO. Os tronos que eles têm são imensamente grandes e complicados de se mover e caros de construir. Para construir essa monstruosidade, isso reduziria o orçamento de um episódio inteiro e não caberia no set. Nosso programa está no Paint Hall em Belfast, na Irlanda do Norte. O Paint Hall é o maior palco de som da Europa. Foi originalmente parte do antigo estaleiro de Portland Wolff, onde eles construíram o Titanic. Nós dividimos em vários pods, e nossa sala do trono está em um deles. É um set muito grande, mas não é grande o suficiente.
A imagem de Sean Bean como Ned Stark sentado no Trono de Ferro é destaque nas capas dos sets de DVD e Blu-ray Disc da primeira temporada de Game of Thrones, lançado em março de 2012.

## Merchandising
A HBO licenciou a aparência de seu Trono de Ferro para o merchandising desde a estreia do programa, incluindo camisetas e pequenas réplicas de tamanhos variados. Em junho de 2012, a rede começou a vender réplicas personalizadas em tamanho natural do seu Trono de Ferro por US$ 30.000. A HBO até fez uma parceria com a Brewery Ommegang para produzir o Iron Throne Blonde Ale, lançado em março de 2013.